# Boto-do-índico
O boto-do-índico (Neophocaena phocaenoides) são membros da família Phocoenidae (subordem Odontoceti, ordem Cetacea). Em inglês é chamado de Finless Porpoise que ao ser traduzido significa "boto sem barbatana".

## Taxonomia
O boto-do-índico é conhecido por não possuir uma barbatana dorsal e nesse local onde estaria esse membro está uma crista que percorre a parte medial na vista dorsal. A espécie tem a cabeça arredondada sem bico aparente. Sua cor é uniformemente escura, predominantemente, de coloração cinza pálido e um pouco mais clara na o lado ventral. Os dentes são espatulados como em outros focoenídeos. Essa espécie sem barbatanas foi originalmente descrita pelo naturalista Georges Cuvier como Delphinus phocaenoides baseado em um crânio encontrado em Cabo da Boa Esperança, que localiza-se na África do Sul. No entanto, não houve mais registros desta espécie na costa oeste da África e por essa razão, atualmente, considera-se como localidade dessa espécie a costa indiana.
Os botos sem barbatanas são distribuídos em uma faixa estreita ao longo da costa da Ásia tropical e temperada, incluindo alguns rios. Por causa dessa distribuição quase linear, a chance de troca de genes entre populações distantes parece pequena, embora não haja barreiras geográficas ou lacunas de habitat que inibam o cruzamento livre entre áreas próximas. Portanto, o boto pode facilmente desenvolver variações clinais. Além disso, a formação de estoques de indivíduos locais morfologicamente distintos será acelerada por algumas lacunas ambientais na faixa. As informações existentes parecem ser insuficientes para estabelecer mais de uma espécie mesmo que não existam barreiras geográficas ou lacunas de habitat que inibam o cruzamento livre entre áreas próximas.

## Morfologia das estruturas dorsais
Todos os botos sem barbatanas têm uma estrutura no dorso que substitui a barbatana dorsal encontrada na maioria dos outros cetáceos. Essa estrutura pode ser chamada de crista dorsal, sulco dorsal ou área do tubérculo. Existem três características principais que podem ser usadas para descrever a superfície dorsal de qualquer golfinhos:
- Crista dorsal: refere-se a uma crista claramente elevada (pode ter até 5 comprimento de altura e quase como uma barbatana, projeção longa e fina correndo ao longo da linha média do dorso que é encontrado anterior, mas fundindo-se suavemente com o caudal região do pedúnculo (geralmente surgindo de algum lugar entre as nadadeiras e o ponto médio do corpo). Ao longo da superfície dorsal do cume (barbatana) há a presença numerosos solavancos ou espinhos chamados tubérculos. Existe uma facilidade em determinar a origem do cume e o transição para o pedúnculo caudal. Como consequência da subjetividade na identificação das extremidades anterior e posterior desta estrutura, medições de comprimento de crista na literatura são de valor limitado para comparação entre indivíduos e estudos. Para alguns indivíduos de N.phocaenoides, a largura da crista não pode ser medida, porque podem existir dificuldades em identificara presença de um cume claro. Mesmo em N.asiaeorientalis, onde a crista dorsal é óbvia, a largura do cume pode não ser direta. Sobre alguns indivíduos, a crista dorsal afila-se suavemente da base para a superfície dorsal (a crista aparecendo triangular na seção transversal).[5]

- Sulcos dorsais: é uma concavidade que pode estar presente em ambos espécie e é encontrado geralmente desde as nadadeiras até cerca de comprimento médio do animal. A profundidade deste sulco varia individualmente e entre as espécies, e também pode ser ausente em alguns indivíduos ou populações. Quando uma crista dorsal está claramente presente, o sulco central é bifurcado em dois sulcos laterais que correm ao longo de cada lado do cume. No entanto, determinar onde o sulco central torna-se sulco lateral pode ser problemático se a origem da crista não estiver claramente demarcada e subir lentamente, pois a transição entre os sulcos centrais e laterais também ocorrerá gradualmente ao longo de um porção considerável do dorso.  Devido a problemas de terminologia anteriores, a grande variação individual que existe e dificuldades em medir essas estruturas, os esforços para quantificar essas estruturas estiveram mais ou menos ausentes e podem ser de pouco valor. A informação mais importante pode ser simplesmente presença/ausência dessas estruturas.[5]

- Mancha tuberculosa: encontrada na pele ao longo do centro da superfície dorsal, e para indivíduos com cristas, o tubérculos correm ao longo do topo das cristas e na cauda. Essa área é composta por vários pequenos tubérculos bem inervados dispostos frouxamente em fileiras longitudinais, mas em vários padrões. A aparência dos tubérculos pode variar muito, são encontrados com espinhos pontiagudos (às vezes com o que parece ser uma espinha).[5]

## Distribuição e Habitat
Os botos-do-índico habitam águas costeiras rasas e alguns rios na região do Indo-Pacífico. Seu alcance de distribuição é do Golfo Pérsico no oeste, através das costas da Índia, Península da Indochina, China e Coréia até o norte do Japão no limite norte e leste. A parte mais ao sul da cordilheira é a costa norte de Java (ilha na Indonésia).

## Variação Geográfica e Subespécies
As características externas e do crânio variam geograficamente, e três subespécies (originalmente descritas como espécies diferentes) são reconhecidas. Eles são:
- Neophocaena phocaenoides phocaenoides para a forma no Oceano Índico através do Mar da China Meridional.[3] Boto-do-Índico
- N. p. asiaeorientalis identificado no rio Yangtze.[3] Boto-liso-chinês
- N. p. sunami para isso no Mar da China Oriental, Mar Amarelo e na costa da Coréia através do Japão. Embora a fronteira discreta de cada forma não tenha sido elucidada, aquela entre N. p.sunameri e N. p. phocaenoides parece estar no sul do Mar da China Oriental, onde ambas as subespécies foram observadas.[3] Boto-liso-japonês

Cinco populações locais são claramente identificadas em águas japonesas com base na morfologia do crânio e na variabilidade do mtDNA (DNA mitocondrial). Além disso, os botos sem barbatanas vivem em populações locais isoladas relativamente pequenas em outras áreas.

## Interação com humanos
Por causa do habitat próximo à costa, os botos-do-índico tendem a ser ameaçados por muitas atividades humanas. Apesar de não existir pescaria que capte diretamente os botos, as capturas acidentais, principalmente por redes de emalhar, ocorrem em toda a área de distribuição. A degradação do habitat pela recuperação de terras e o desmatamento da área de mangue podem ser problemas sérios. Além disso, níveis muito altos de acúmulo de compostos tóxicos de organoclorados e butil-estanho foram relatados em botos sem nadadeiras em na região do Japão. A distribuição parece estar separada em populações locais relativamente pequenas por habitats inadequados de águas profundas ou fundos rochosos. Tais populações locais são facilmente esgotadas, provocando o declínio do fluxo gênico e da diversidade genética da populações. Apesar dessas preocupações, nossa capacidade de medir o status atual e a tendência populacional da espécie é muito limitada. Estimativas de abundância ativamente confiáveis foram obtidas para apenas três populações no Japão. Pesquisas recentes de avistamentos e questionários no Mar Interior de Seto, que é um dos principais habitats do boto no Japão, indicaram uma diminuição na abundância da espécie.